# Qiangaomiao
Qiangaomiao (kinesiska: 前高苗, 前高苗乡) är en socken i Kina. Den ligger i provinsen Henan, i den centrala delen av landet, omkring 270 kilometer sydväst om provinshuvudstaden Zhengzhou.
Genomsnittlig årsnederbörd är 936 millimeter. Den regnigaste månaden är augusti, med i genomsnitt 159 mm nederbörd, och den torraste är januari, med 10 mm nederbörd.